# Neil Harvey
Neil Harvey (Londra, 6 agosto 1983) è un ex calciatore barbadiano, di ruolo attaccante.

## Carriera

### Club
Dal 2005 al 2008 gioca al Retford United. Nel 2008 viene acquistato dal Macclesfield Town. Nel 2009 passa a titolo definitivo al Retford United. Nel 2010 viene acquistato dal Marine. Nel 2012 si trasferisce all'Hednesford Town. Nel 2013 passa al Marine. Nel 2014 viene acquistato dal Witton Albion. Nel 2015, dopo una breve esperienza al Cefn Druids, viene acquistato dal Telford United.

### Nazionale
Debutta in nazionale il 12 gennaio 2007, in Trinidad e Tobago-Barbados. Segna il suo primo gol con la maglia della nazionale 5 giorni dopo, in Barbados-Martinica. Ha totalizzato, con la nazionale, 5 presenze e una rete.